# Liste der Monuments historiques in Auffargis
Die Liste der Monuments historiques in Auffargis führt die Monuments historiques in der französischen Gemeinde Auffargis auf.

## Liste der Bauwerke
| Bezeichnung                                       | Beschreibung                                                       | Standort | Kennzeichnung | Schutzstatus   | Datum     | Bild           |
| ------------------------------------------------- | ------------------------------------------------------------------ | -------- | ------------- | -------------- | --------- | -------------- |
| Domäne des ehemaligen Klosters Les Vaux-de-Cernay | auch auf dem Gebiet der Gemeinde Cernay-la-Ville; siehe PA00087395 | (Lage)   | PA00133024    | Inscrit Classé | 1926 1994 | weitere Bilder |

## Liste der Objekte
| Bezeichnung                      | Beschreibung                    | Standort                      | Kennzeichnung | Schutzstatus | Datum | Bild |
| -------------------------------- | ------------------------------- | ----------------------------- | ------------- | ------------ | ----- | ---- |
| Ölgemälde Madonna mit Kind       | 1905, von Jean Béraud           | in der Kirche St-André (Lage) | PM78002260    | Inscrit      | 2016  |      |
| Ölgemälde Anbetung der Hirten    | Anfang des 19. Jahrhunderts     | in der Kirche St-André (Lage) | PM78001525    | Inscrit      | 1982  |      |
| Skulptur eines heiligen Bischofs | Eichenholz, 17./18. Jahrhundert | in der Kirche St-André (Lage) | PM78001526    | Inscrit      | 1982  |      |